# Back on My B.S.
Albums de Busta Rhymes
Dillagence
(2007) Year of The Dragon
(2012)
Singles
1. Arab Money
Sortie : 11 novembre 2008
2. Hustler's Anthem '09
Sortie : 10 février 2009
3. Respect My Conglomerate
Sortie : 4 avril 2009
4. World Go Round
Sortie : 7 juillet 2009

Back on My B.S. est le huitième album studio de Busta Rhymes, sorti en 2009.
Les titres Watch Ya Mouth, Don't Touch Me (Throw da Water on 'em) et We Made It avec le groupe de rock Linkin Park ont été publiés en tant que singles promotionnels. Les singles officiels de l'album sont Arab Money et Hustler's Anthem '09.
L'album s'est d'abord intitulé Before Hell Freezes Over, puis Back on My Bullshit, ensuite I'm Blessed, Blessed et enfin B.O.M.B., avant d'être officiellement nommé Back on My B.S.
La sortie de Watch Ya Mouth, initialement prévue pour juin 2008, puis successivement août, octobre, décembre et mars 2009, a été finalement repoussée au mois de mai 2009. Cela est dû à des problèmes liés aux droits de certains samples utilisés et à la signature du rappeur avec un nouveau label, Universal Motown.
L'album s'est classé 2e au Top R&B/Hip-Hop Albums et 5e au Billboard 200.

## Liste des titres
| No  | Titre                                                                                          | Contient un (des) sample(s) de                                                                                                   | Durée |
| --- | ---------------------------------------------------------------------------------------------- | --- | ----- |
| 1.  | Wheel of Fortune (Produit par DJ Scratch)                                                      | Symphonie nº 5 de Ludwig van Beethoven I Like It de DeBarge Scenario de A Tribe Called Quest featuring Leaders of the New School | 3:24  |
| 2.  | Give Em What They Askin For (Produit par Focus...)                                             | | 3:24  |
| 3.  | Respect My Conglomerate (featuring Lil Wayne et Jadakiss)                                      | | 3:34  |
| 4.  | Shoot For the Moon (Produit par Danja)                                                         | | 3:20  |
| 5.  | Hustler's Anthem '09 (featuring T-Pain – Produit par Ty Fyffe)                                 | | 4:29  |
| 6.  | Kill Dem (featuring Pharrell Williams et Tosh – Produit par Pharrell Williams)                 | | 3:48  |
| 7.  | Arab Money (featuring Ron Browz – Produit par Ron Browz)                                       | | 2:45  |
| 8.  | I'm a Go and Get My... (featuring Mike Epps – Produit par DJ Scratch)                          | | 4:54  |
| 9.  | We Want In (featuring Ron Browz, Spliff Star et Show Money – Produit par King Karnov)          | | 3:11  |
| 10. | We Miss You (featuring DeMarco et Jelly Roll – Produit par Needlz)                             | | 5:02  |
| 11. | Sugar (featuring Jelly Roll – Produit par Jelly Roll)                                          | | 4:05  |
| 12. | Don't Believe Em (featuring Akon et T.I. – Produit par Cool & Dre)                             | I Wanna Rock de Luke | 3:49  |
| 13. | Decision (featuring Jamie Foxx, Mary J. Blige, John Legend et Common – Produit par Mr. Porter) | | 4:28  |
| 14. | World Go Round (featuring Estelle – Produit par Jelly Roll)                                    | I Know You Got Soul d'Eric B. & Rakim Cop That Shit de Timbaland and Magoo featuring Missy Elliott                               | 3:51  |

| 1.  | How You Really Want It                                                       |      |
| 15. | Sans titre (featuring Jesse West – Produit par Dready Beats)                 | 4:57 |
| 16. | If You Don't Know Now You Know (featuring Big Tigger – Produit par Focus...) | 4:59 |